# East Haven (Vermont)
East Haven ist eine Town im Essex County im US-Bundesstaat Vermont. Sie hatte bei der letzten Volkszählung im Jahr 2020 insgesamt 270 Einwohner. Es ist Teil der Berlin Micropolitan Statistical Area.

## Geografie

### Geografische Lage
East Haven liegt im Westen des Essex Countys. Der Passumpsic River durchfließt den westlichen Teil der Town in nordsüdlicher Richtung. Der Moose River, ein Zufluss des Passumpsic Rivers, entspringt im zentralen Bereich der Town und fließt in südlicher Richtung. Es gibt keine Seen auf dem Gebiet der Town. Die Oberfläche ist hügelig, die höchste Erhebung ist der 1045 m hohe East Mountain.

### Nachbargemeinden
Alle Entfernungen sind als Luftlinien zwischen den offiziellen Koordinaten der Orte aus der Volkszählung 2010 angegeben.
- Norden: Brighton, 9,2 km
- Nordosten: Ferdinand, 2,8 km
- Südosten: Granby, 6,8 km
- Südwesten: Burke, 14,1 km
- Nordwesten: Newark, 15,1 km

### Klima
Die mittlere Durchschnittstemperatur in East Haven liegt zwischen −11,7 °C (11 °Fahrenheit) im Januar und 18,3 °C (65 °Fahrenheit) im Juli. Damit ist der Ort gegenüber dem langjährigen Mittel der USA um etwa 9 Grad kühler. Die Schneefälle zwischen Mitte Oktober und Mitte Mai liegen mit mehr als zwei Metern etwa doppelt so hoch wie die mittlere Schneehöhe in den USA. Die tägliche Sonnenscheindauer liegt am unteren Rand des Wertespektrums der USA, zwischen September und Mitte Dezember sogar deutlich darunter.

## Geschichte

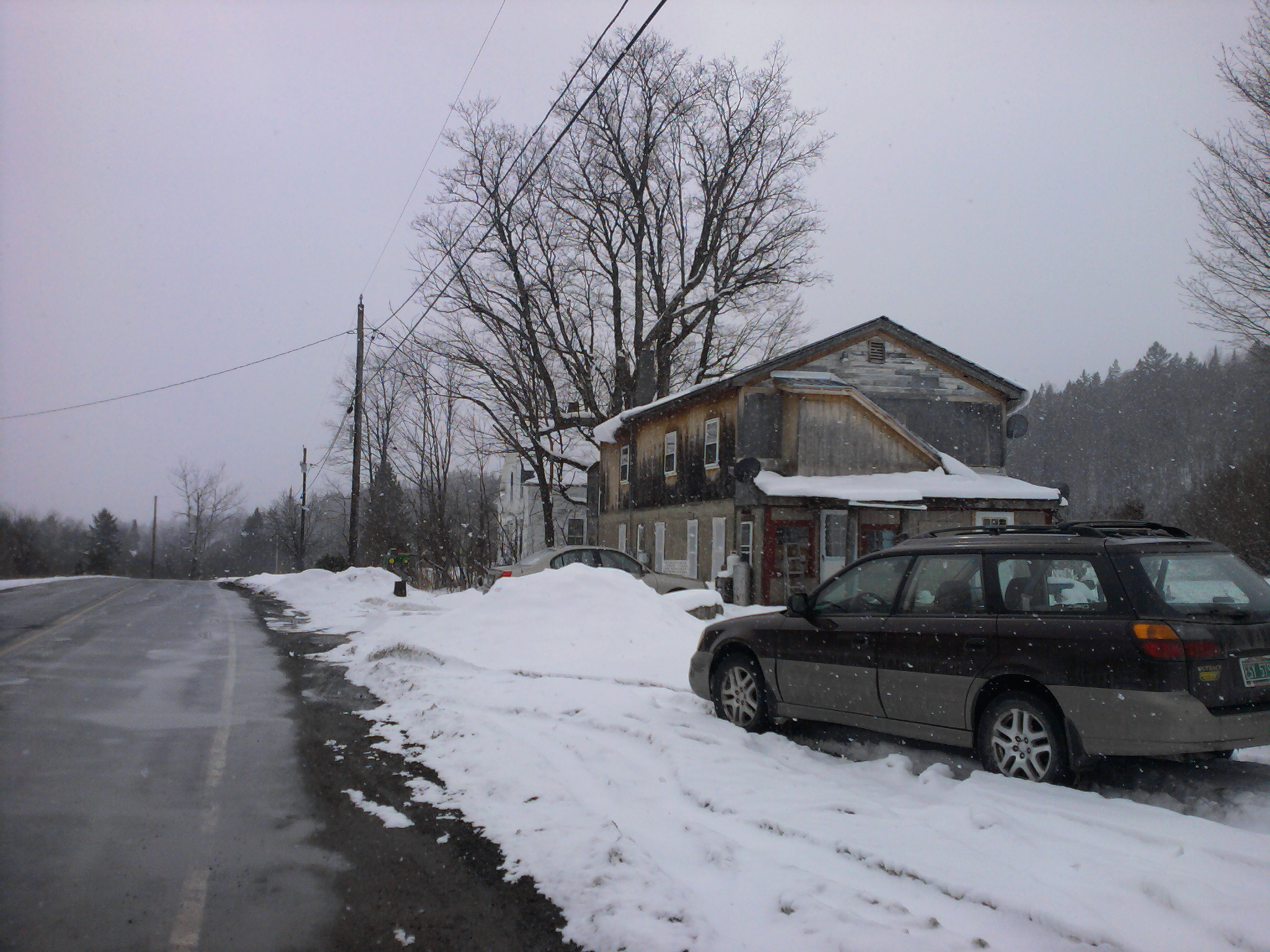
Zentrum von East Haven

Der Grant für East Haven wurde am 22. Oktober 1790 von der Vermont Republic wie auch noch mehrere weitere Grants an eine Gruppe vergeben, die von Timothy Andrews angeführt wurde. Andrews, ein Zimmermann, baute und betrieb ein Inn in seiner Heimatstadt East Haven, Connecticut. Deshalb benannte er das Gebiet East Haven, nach seiner Heimatstadt. Andrews lebte nie in Vermont, doch starb er in Vermont auf einer Reise, als er seine Besitztümer besichtigte.
Von 1882 bis 1918 war in East Haven eine Waldbahn in Betrieb.
Im Zentrum der Town befindet sich die stillgelegte Lyndonville Air Force Station, eine Radarüberwachungsstation an der Radar Road. Angeblich soll diese Radarstation kurz vor der angeblichen Entführung durch Außerirdische von Betty und Barney Hill das von den Hills beobachtete Objekt erfasst haben.

### Einwohnerentwicklung
| Volkszählungsergebnisse – Town of East Haven, Vermont | Volkszählungsergebnisse – Town of East Haven, Vermont | Volkszählungsergebnisse – Town of East Haven, Vermont | Volkszählungsergebnisse – Town of East Haven, Vermont | Volkszählungsergebnisse – Town of East Haven, Vermont | Volkszählungsergebnisse – Town of East Haven, Vermont | Volkszählungsergebnisse – Town of East Haven, Vermont | Volkszählungsergebnisse – Town of East Haven, Vermont | Volkszählungsergebnisse – Town of East Haven, Vermont | Volkszählungsergebnisse – Town of East Haven, Vermont | Volkszählungsergebnisse – Town of East Haven, Vermont |
| Jahr                                                  | 1800                                                  | 1810                                                  | 1820                                                  | 1830                                                  | 1840                                                  | 1850                                                  | 1860                                                  | 1870                                                  | 1880                                                  | 1890                                                  |
| ----------------------------------------------------- | ----------------------------------------------------- | ----------------------------------------------------- | ----------------------------------------------------- | ----------------------------------------------------- | ----------------------------------------------------- | ----------------------------------------------------- | ----------------------------------------------------- | ----------------------------------------------------- | ----------------------------------------------------- | ----------------------------------------------------- |
| Einwohner                                             |                                                       |                                                       |                                                       | 33                                                    | 79                                                    | 94                                                    | 136                                                   | 191                                                   | 225                                                   | 236                                                   |
| Jahr                                                  | 1900                                                  | 1910                                                  | 1920                                                  | 1930                                                  | 1940                                                  | 1950                                                  | 1960                                                  | 1970                                                  | 1980                                                  | 1990                                                  |
| Einwohner                                             | 171                                                   | 194                                                   | 148                                                   | 99                                                    | 92                                                    | 85                                                    | 164                                                   | 197                                                   | 280                                                   | 269                                                   |
| Jahr                                                  | 2000                                                  | 2010                                                  | 2020                                                  | 2030                                                  | 2040                                                  | 2050                                                  | 2060                                                  | 2070                                                  | 2080                                                  | 2090                                                  |
| Einwohner                                             | 301                                                   | 290                                                   | 270                                                   |                                                       |                                                       |                                                       |                                                       |                                                       |                                                       |                                                       |

## Wirtschaft und Infrastruktur

### Verkehr
In nördlicher Richtung verläuft die Vermont State Route 114 durch die westliche Ecke der Town. Ansonsten gibt es nur wenige Straßen in East Haven.

### Öffentliche Einrichtungen
Das North Country Hospital & Health Care in Newport ist das nächstgelegene Krankenhaus für die Bewohner der Town.

### Bildung
East Haven gehört mit Burke, Lyndon, Newark und Sutton zur Caledonia North Supervisory Union.
In East Haven gibt es keine Schule und keine weiteren infrastrukturelle Einrichtungen neben der Town Hall. Diese stehen in benachbarten Gemeinden zur Verfügung. Die nächste Bibliothek befindet sich in Burke.